# Ebenezer Place
Ebenezer Place a Wick, Caithness, Escòcia, és, segons el Llibre Guinness dels rècords, el carrer més curt del món, amb 2,06 metres de llargada.
El 2006 va sobrepassar el rècord anterior de 5,2 metres que posseïa Elgin Street a Bacup, Lancashire. El carrer només té una porta, que pertany al Mackays Hotel.
El carrer és originari de 1883, quan es va construir el número 1 del carrer. Va ser declarat carrer l'any 1887.